# Dragor
Der Dragor (mazedonisch Драгор) ist ein kleiner Fluss, der durch Bitola fließt; er entspringt im Baba-Gebirge und mündet rechtsseitig in die Crna Reka.